# Рэшинари
Рэшинари (рум. Răşinari) — коммуна в Румынии, жудец Сибиу. Численность населения, по данным переписи 2002 года, составила 5518 человек.

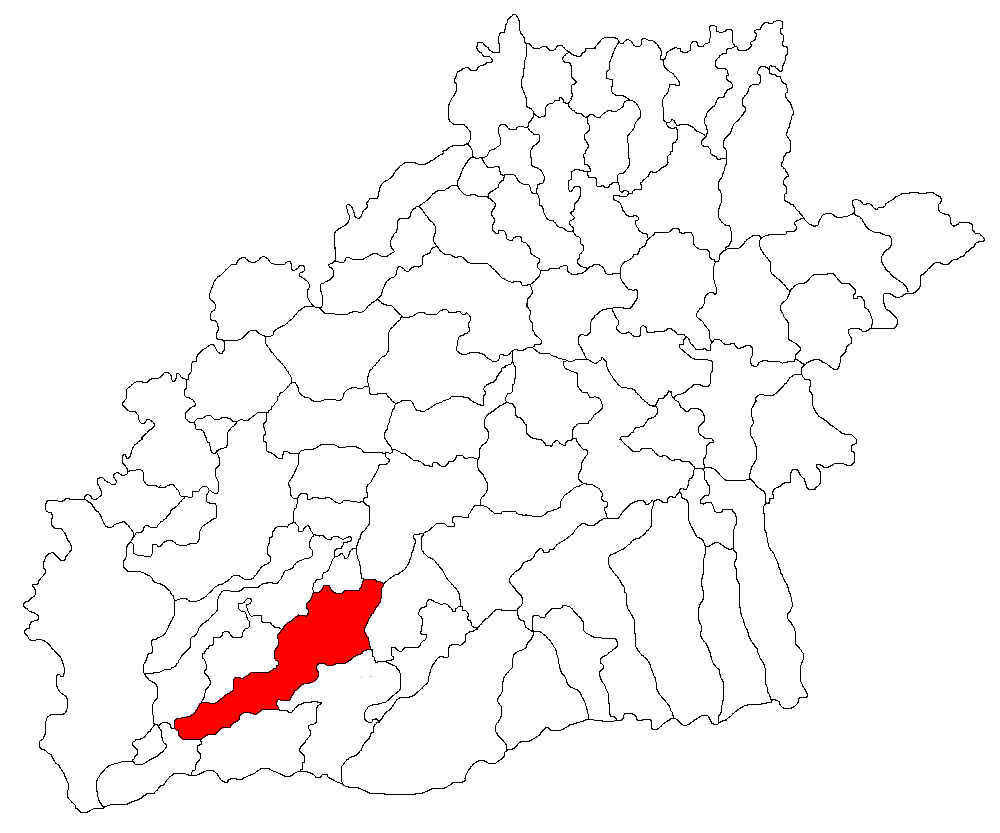
Коммуна на карте жудеца

## Известные представители
- Октавиан Гога — поэт, драматург, премьер-министр Румынии в 1937—1938 году.
- Эмиль Чоран — румынский и французский философ, писатель, эссеист.

## Примечания

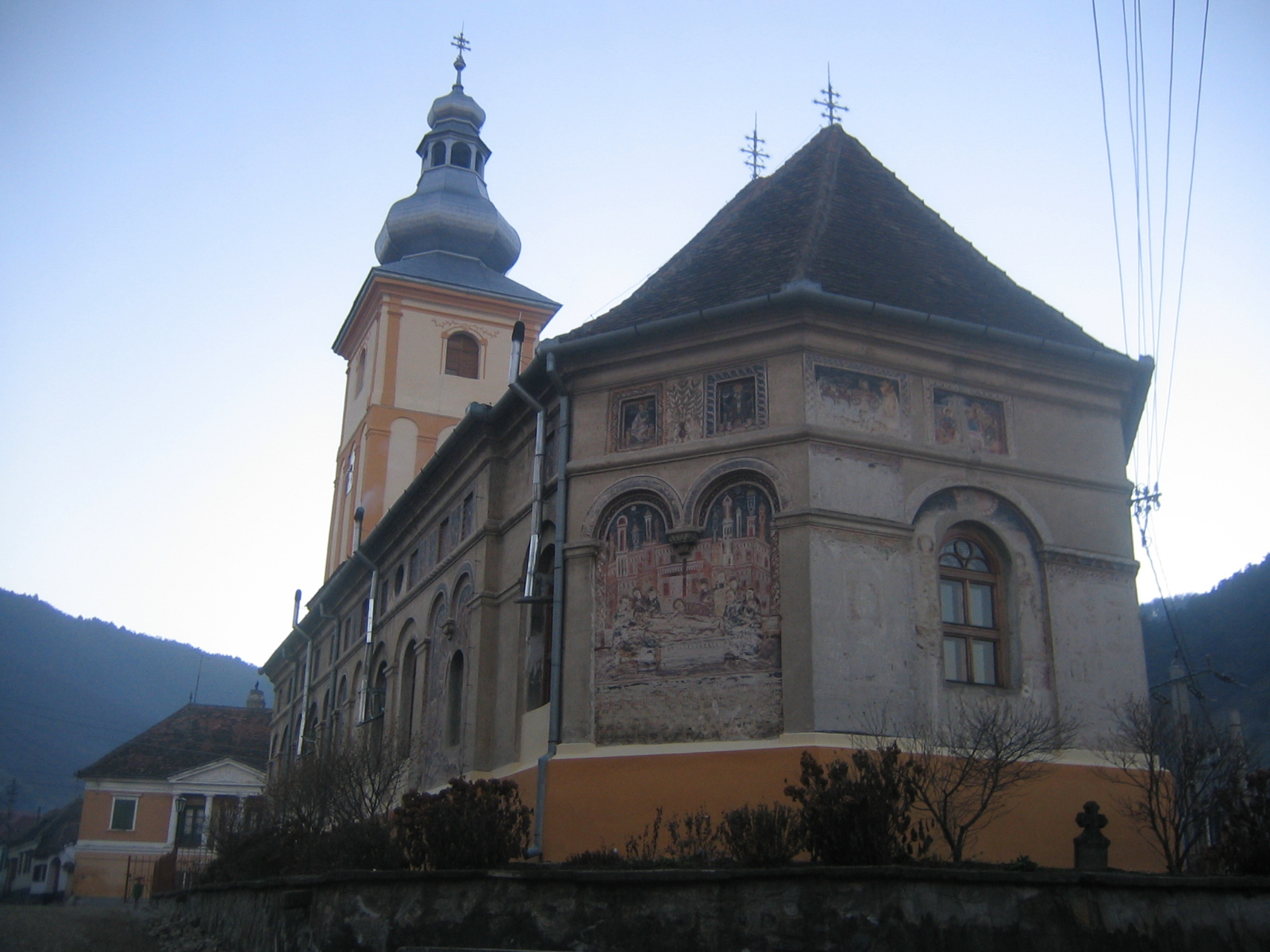
Церковь в Рашинари